# مبارز (ترانه)
"مبارز" (به انگلیسی: Fighter) یک ترانه از هنرمند آمریکایی کریستینا آگیلرا است. این ترانه که از آلبوم برهنه کریستینا آگیلرا بود در سه ژوئن ۲۰۰۳ به عنوان سومین تک‌آهنگش منتشر شد و در ۱۰۰ آهنگ داغ بیلبورد به رتبه بیستم دست یافت. این ترانه همچنین به رتبه سه در بریتانیا و کانادا، رتبه پنج در استرالیا و هلند دست یافت.
متن ترانه طبق گفته‌ی ترانه‌سرا: 'سختی‌ها و مشکلات زندگی نباید باعث شود فرد تسلیم شده و از پای بنشیند بلکه دشواری‌ها باید سازنده باشد و از فرد یک مبارز بسازد، شخص را در رسیدن به هدف مصمم‌تر کند تا برای رهایی با همت بیشتری در راه قدم بردارد.' «مبارز» توسط هنرمندان متعددی از جمله جوردین اسپارکس برنده امریکن آیدل و دارن کریس پوشش داده شده است.